# Loriculus stigmatus
Il loricolo di Sulawesi (Loriculus stigmatus) è un uccello della famiglia degli Psittaculidi, endemico dell'Indonesia.